# Ави Бенеди
Ави Бенеди (на иврит: אבי בנדי) е певец и композитор.

## Биография и творчество
Ави Бенеди е роден на 2 април 1980 г. в Израел. Когато е на четири години, семейството му се премества да живее във Виена, Австрия. Родителите му са с руски корени. Баща му е Едуард Бабадост, известен тенор. Дядо му е народен артист на Таджикистан. Ави Бенеди има двама братя – единият е дизайнер на бижута и дрехи, а другият е режисьор.
На двегодишна възраст Ави започва да свири на барабани – традиция, която спазват всички мъже във фамилията. Когато е на шест, баща му му подарява акордеон и това се превръща в негова страст за две години. На осем започва да свири на класическа китара и в продължение на три години посещава специализирано музикално училище във Виена. Следващият инструмент, по който се запалва, е keyboards. Става част от групата на дядо си, която изпълнява израелска фоклорна музика.
Ави говори и пее на редица езици, сред които иврит, английски, немски, руски, български, персийски, бухарски, словашки, румънски.
Ави Бенеди е завършил Колежа по фотография и филмово изкуство във Виена. От 1999 до 2008 г. е отговорен оператор в австрийската телевизия ATV.
Междувременно започва да композира своя авторска музика и да работи със своя група, която се казва Diamond Band. Заедно стават много популярни и в периода 2003 – 2006 г. реализират концерти по целия свят.
В Израел Ави Бенеди и „Diamond Band“ пробиват с песента „Live like in a movie“, която четири седмици е №1 в музикалните класации.
От 2006 г. започва самостоятелната кариера на Ави Бенеди в Русия.
Ави Бенеди композира за много звезди – руската певица Жасмин, Ищар, австрийската певица Jazz Gitti, арменската звезда Сона Саркисян и др.
Има два издадени албума: 2001 – „Avi Benedi & Diamond Band“ (в Австрия) и 2012 – Ави Венэди „Встретились поздно“ (в Русия). През 2005 г. в Израел излиза сингъла Avi Benedi „En il Rosh“.
Предстои издаването на третия самостоятелен албум на Ави Бенеди през лятото на 2015 г. Песните вече са записани и мастерирани в студио, а заглавието е „Ai Djan“.
От началото на 2014 г. датира съвместната работа на Ави Бенеди и музикална компания „Пайнер“. Певецът и композиторът Бенеди става известен в България с двата си съвместни проекта с Емилия – „Кой ще му каже“ („Boi Tegali Li“) и „Балкания“. Междувременно Ави Бенеди композира и две песни за изпълнителки на „Пайнер“ – „Пеперудите“ на Соня Немска и „Официално бивша“ на Ани Хоанг.
След успеха на двата му дуета с Емилия, Ави Бенеди е специален гост на XII годишни музикални награди на телевизия „Планета“ в Зала 1 на НДК, които се състояха на 25 февруари 2014 г. Дуетите с Емилия, „Кой ще му каже“ и „Балкания“, го правят участник и в националното турне „Планета лято 2014“.
На 29 октомври 2014 г. Ави Бенеди представи официално и първия си самостоятелен проект за България „Боже, пази“ в зала „Витоша“ на „Кемпински хотел Зографски“. На 24 февруари 2015 г. песента „Кой ще му каже“, съвместният му проект с Емилия, им донесе приза „Дует на 2014“ на Годишните музикални награди на телевизия „Планета“, които се проведоха в зала 1 на НДК.
За 2015 г. Ави Бенеди реализира проекта „За, теб любов“, а няколко месеца по-късно, в разгара на лятото, е промотиран „Хубав е живота“.
В началото на 2016 г. излиза и самостоятелната песен на българската певица Юнона – „Ти не си виновна“, също композирана от Ави Бенеди.
През февруари 2016 г., е премиерата на триото с тромпетиста от „Ку-Ку бенд“ Йордан Йончев – Гъмзата и изпълнителката на „Пайнер“ – Мария. Името на песента е „Истинска жена“ (Zug Yonim). Песента е по музика и аранжимент на Ави Бенеди. В този международен проект, певецът пее на иврит, а Мария и Гъмзата на български език. Режисьорът на лентата, Лиор Бабадост е претворил музикалното послание в интересен сюжет, в който главните актьорски роли са поверени на тримата изпълнители. Клипът към „Истинска жена“ е заснет в рамките на един снимачен ден в Хотел Маринела София. Три дни след премиерата изпълнителите гостуват в „Шоуто на Слави“, за да представят новата си песен.
На Годишните музикални награди на телевизия „Планета“ за 2015 г., които се проведоха в зала „ЕФЕ“ на хотел „Маринела“, Ави се представя с песента „Истинска жена“ (Zug Yonim) и дуетните си половинки Мария и Гъмзата.
През май 2016 г. е премиерата и на още една колаборация по песен на Ави Бенеди, но този път с нашумялата млада звезда от Армения – Алекс, в която Ави пее изцяло на арменски език. Заглавието на песента е „Идвам в Армения (Ekel em Yerevan)“.
През юни 2016 г. бяха промотирани и 3 песни, по музика и аранжимент на Ави Бенеди. За Сърбия, изпълнителката Andreana Cekic представя „300 svatova“, а нейната колежка Jelena Paunovic – песента „Zeni Me“. За Израел, рапърът Subliminal представя „Tzeva Lahaim“, която за броени дни се превръща в хит.
На 4 юли 2017 Ави е награден с престижната награда Златна Плоча за песента „Gib Net Auf“, която е композирал за австрийската джаз певица Jazz Gitti.
На 18 октомври 2016 г. Ави излиза на една сцена с етно звездата Ищар в зала 1 на НДК в София.
Ави започва 2017 г. с нов сингъл, Войната в мен, с дебют на 4 февруари, написан от Анастасия Мавродиева и директор на видеото отново Лиор Бабадост. 
На 8 март Бенеди промотира новия си сингъл La Vida Amiga, видео директор Ивайло Петков, а заедно с това обявява и новия си албум. Na 9 юни представя новата си песен Oye Señorita на европейския пазар, написана от него и Севдалина Дякова и клип режисиран от Лиор Бабадост, а седмица по-късно е представена и на българския пазар. След успеха на двата испански сингъла, са направени няколко ремикса на песента Oye Señorita, които се въртят по най-слушаните радия в Германия, Австрия и Швейцария – Oye Señorita (Y-TEK Tropical remix), Oye Señorita (Pachanga REMIX), с участието на Sesman.
През юли 2017 г. на европейския пазар излиза и испанският ѝ албум – „Loco“. През същата година Ави продуцира и две песни за младия талант от Азербайджан Sabina Bejli – през месец Май – „Ready for tonight“ и през месец Октомври „Never Let Go“.
През април 2017 г. е премиерата на песента на сръбската звезда Индира Радич „ZIVIM SAD“, също написана и аранжирана от Ави.
През октомври 2017 г. узбекистанската звезда Shahzoda представя новата си балада „Begim“, също написана и аранжирана от Ави.

## Дискография
- Avi Benedi & Diamond Band (2001)
- Встретились поздно (2012)
- Loco (2017)